# Chiemgauer Volkstheater
Das Chiemgauer Volkstheater, unter der Leitung von Bernd Helfrich und dessen Frau Mona Freiberg, ist ein Theaterensemble aus Bayern. Auf seinen Tourneen ist es in ganz Bayern zu sehen. Tourneen führten das Chiemgauer Volkstheater auch nach Baden-Württemberg und nach Österreich, selten auch in den norddeutschen Raum.

## Entstehung des Theaters
Das Chiemgauer Volkstheater wurde 1929 von Georg Truk gegründet. Die Eltern von Bernd Helfrich, Amsi und Lothar Kern, übernahmen die Leitung des Ensembles im Jahre 1964, trennten sich aber im selben Jahr. Lothar Kern war vorher bereits künstlerischer Leiter des Tegernseer Volkstheaters gewesen. Nach der Trennung von ihrem Mann übernahm Amsi Kern die alleinige Verantwortung als Intendantin für das Chiemgauer Volkstheater.
1984 gab Amsi Kern die Leitung an ihren Sohn, Bernd Helfrich, und dessen Frau weiter, die es bis zum heutigen Tag leiten.
Von 1992 bis 2019 war das Ensemble regelmäßig im TV zu sehen, erst bei Sat.1 und ab 1995 gemeinsam und erfolgreich mit dem Bayerischen Rundfunk. Insgesamt wurden 214 Theateraufzeichnungen produziert und gesendet. Jährlich waren es schließlich sechs neue TV-Produktionen (zuvor acht bzw. zehn), die an zwei aufeinander folgenden Tagen mit Publikum und einem BR-Produktionsteam in München aufgezeichnet wurden. Die Aufzeichnungen wurden zunächst jeden zweiten Freitag gesendet, anschließend an ausgewählten Sonntagen um 20:15 Uhr im Bayerischen Fernsehen. Im Juni 2018 teilte der Bayerische Rundfunk mit, er werde bis Ende Juni noch zwei Komödien aufzeichnen und dann aufgrund steigenden Kostendrucks die Zusammenarbeit mit dem Chiemgauer Volkstheater beenden.

## Schauspieler

### Weitere Mitglieder des Ensembles
| - Florian Bauer - Christian Burghartswieser - Michaela Heigenhauser | - Harald Helfrich - Kristina Helfrich - Andreas Kern - Florian Kiml - Christian Kreß | - Inge Holzer-Siebert - Kathi Leitner - Simona Mai - Tom Mandl - Markus Neumaier | - Sabine Oberhorner - Traudl Oberhorner - Hans Stadlbauer - Christine Stichler |

### Gaststars bei Fernsehaufzeichnungen
| - Hugo Egon Balder - Monika Dahlberg - Gerhart Lippert - Winfried Frey | - Patrick Lindner - Lena Valaitis - Conny Glogger - René Heinersdorff | - Veronika von Quast - Karsten Speck - Werner Rom - Simon Pearce |

### Gaststars in Memoriam
| - Beppo Brem - Edi Bierling - Egon Biscan - Hans Clarin - Luise Deschauer - Harald Dietl | - Georg Einerdinger - Gerd Fitz - Achim Geisler - Maxl Graf - Horst Jüssen - Erich Joey Pflüger | - Erni Singerl - Werner Zeussel |